# Laisbach
Der Laisbach, bis zum Zusammenfluss mit dem Krummbach auch Lais genannt, ist ein knapp 18 km langer linker und südöstlicher Zufluss der Nidda.

## Geographie

### Verlauf
Der Laisbach entspringt im Wetteraukreis, nordwestlich von Hirzenhain-Glashütten. Er mündet bei Ranstadt-Dauernheim in die Nidda.

### Zuflüsse
- Krummbach (rechts), 4,1 km
- Fauerbacher Bach (rechts), 2,7 km
- Rambach (Niddaer Bach) (rechts), 7,8 km

### Flusssystem Nidda
- Fließgewässer im Flusssystem Nidda

### Orte
Der Laisbach fließt durch folgende Ortschaften:
- Nidda-Ober-Lais
- Nidda-Unter-Lais
- Nidda-Schwickartshausen
- Ranstadt-Bobenhausen
- Ranstadt-Bellmuth
- Ranstadt
- Ranstadt-Dauernheim

## Charakter
Der Laisbach ist ein silikatischer Mittelgebirgsbach und ein Gewässer der III. Ordnung. Seine dominante Fischregion ist die untere Forellenregion und sein ökologischer Zustand wird insgesamt als schlecht eingestuft. Sein Einzugsgebiet befindet sich im Südwesten der naturräumlichen Landschaft Unterer Vogelsberg und ist 44,38 km² groß.